# 테라리아: 아더월드
《테라리아: 아더월드》(영어: Terraria: Otherworld)는 2015년 Re-Logic에서 제작, 발매된 2D 샌드박스 게임이다. PC 버전은 스팀에서 구매할 수 있고 초기에는 마이크로소프트_윈도에서만 플레이할 수 있을 예정이었다. 또 XBLA, PSN, iOS, 안드로이드, 윈도우 폰버전도 예정되었다. 2015년 2월에 테라리아 개발진은 테라리아: 아더월드(Terraria: Otherworld) 에 관한 티져 영상을 공개하면서 2015년에 프리 릴리즈 버전을 공개한다고 밝혔다. 현재는 개발이 중지되었다.

## 같이 보기
- 테라리아